# 100047 Леобек
100047 Леобек (100047 Leobaeck) — астероїд головного поясу, відкритий 2 жовтня 1991 року.
Тіссеранів параметр щодо Юпітера — 3,484.